# Jim Young
James Norman Young, detto Jim (Hamilton, 6 giugno 1943), è un allenatore ed ex giocatore canadese di football americano, attivo in carriera nel ruolo di running back e wide receiver.
Al college ha giocato a football americano alla Queen's University, dal 1965 prima ha militato per due stagioni nella National Football League per i Minnesota Vikings e poi per tredici stagioni nella Canadian Football League per i British Columbia Lions.